# Tåsingegade
 Der er for få eller ingen kildehenvisninger i denne artikel, hvilket er et problem. Du kan hjælpe ved at angive troværdige kilder til de påstande, som fremføres i artiklen.

Tåsingegade er en ca. 700 m lang gade på Østerbro i København. Den er en sidegade til Østerbrogade og fortsætter mod vest til Sankt Kjelds Gade ved Sankt Kjelds Plads.
Tåsingegade blev navngivet i 1925 efter øen Tåsinge i det sydfynske øhav. Et stort antal veje har siden begyndelsen af 1900-tallet fået navne efter danske øer (plus Australien!). Før den skiftede navn i 1925 hed den Adolphsensgade efter den lokale og meget driftige byggematador Johan Frederik Adolphsen (1859-1917), der var grundejer og bygmester for flere af områdets store ejendomme. Der var også planer om et Adolphsens Torv.
Mens Jens Kramer Mikkelsen var Københavns overborgmester, boede han i Tåsingegade.
Flere af ejendommene mod Østerbrogade tilhører Arbejdernes Andelsboligforening fra 1920’erne, men der er også ældre bebyggelse i gaden. Det er primært beboelsesejendomme, men meget forskelligartede i op til fire etager. Der er enkelte små forretninger og et par supermarkeder.
Hvor det i dag er småt med forretningerne, lå der i 1950’erne et hav af småhandlende i nr. 21 en sæbehandler, i 23 en kaffebar og vinhandel, 25 frisør, 27 garveri og skotøjsfabrik, 35 instrumentmager, 41 børstenbinder og konfekturehandel, 49 viktualiehandel, 51 en bagermester og ”Fjerindustri”, 2 en tandlæge, 20 ”kiosk Taasinge” og koloniallager, 22 mejeri, 26 detailhandler og bagermester, 32 en viktualiehandler og vognmand, 34 frisørinde, 36 mejeri og i nr. 66 et mejeri.
Nr. 20-22 er trukket tilbage fra facadelinjen. Det har skabt en lille, navnløs plads med fire gamle poppeltræer. Hvor Tåsingegade og Ourøgade deler sig, skaber det den lille trekantedeTåsinge Plads. Pladsen, der formelt hedder Ourøgade 35-43, bestod tidligere af beskyttelsesrum, græs og nogle forkølede træer. I forbindelse med klimatilpasning af kvarteret er pladsen blevet renoveret med bakker oven på beskyttelsesrummene, en forsænket "regnskov", der kan optage regnvand ved skybrud, og et lille torv med skulpturer.

## Nævneværdige bygninger i gaden
- Nr. 1, 3, 5: Den første karré ud mod Østerbrogade er et moderne, vellykket murstensbyggeri med kobberudhæng og rundede hjørner ejet af Nordea.

- Nr. 49, 2. sal. Her boede pianisten E. Deneke.